# Ethan (persoon)
Ethan (Hebreeuws: איתן-Volhardend) ook wel Ethan de Ezrahiet, was in de Tenach en daarmee het Oude Testament een cimbalom-speler aan het hof van Koning David. Hij schreef Psalm 89.
Ethan betekent streng en optimistisch, stevig en volhardend of permanent.